# Windows 10 Mobile
Windows 10 Mobile je již nepodporovaný mobilní operační systém vyvinutý firmou Microsoft a uvedený na trh v roce 2015. 

## Historie
Přestože šlo o následovníka Windows Phone 8.1, jednalo se o jednu z 12 edicí Windows 10 jako důsledek snahy firmy Microsoft o unifikaci prostředí Windows napříč různými zařízeními.

## Ukončení vývoje

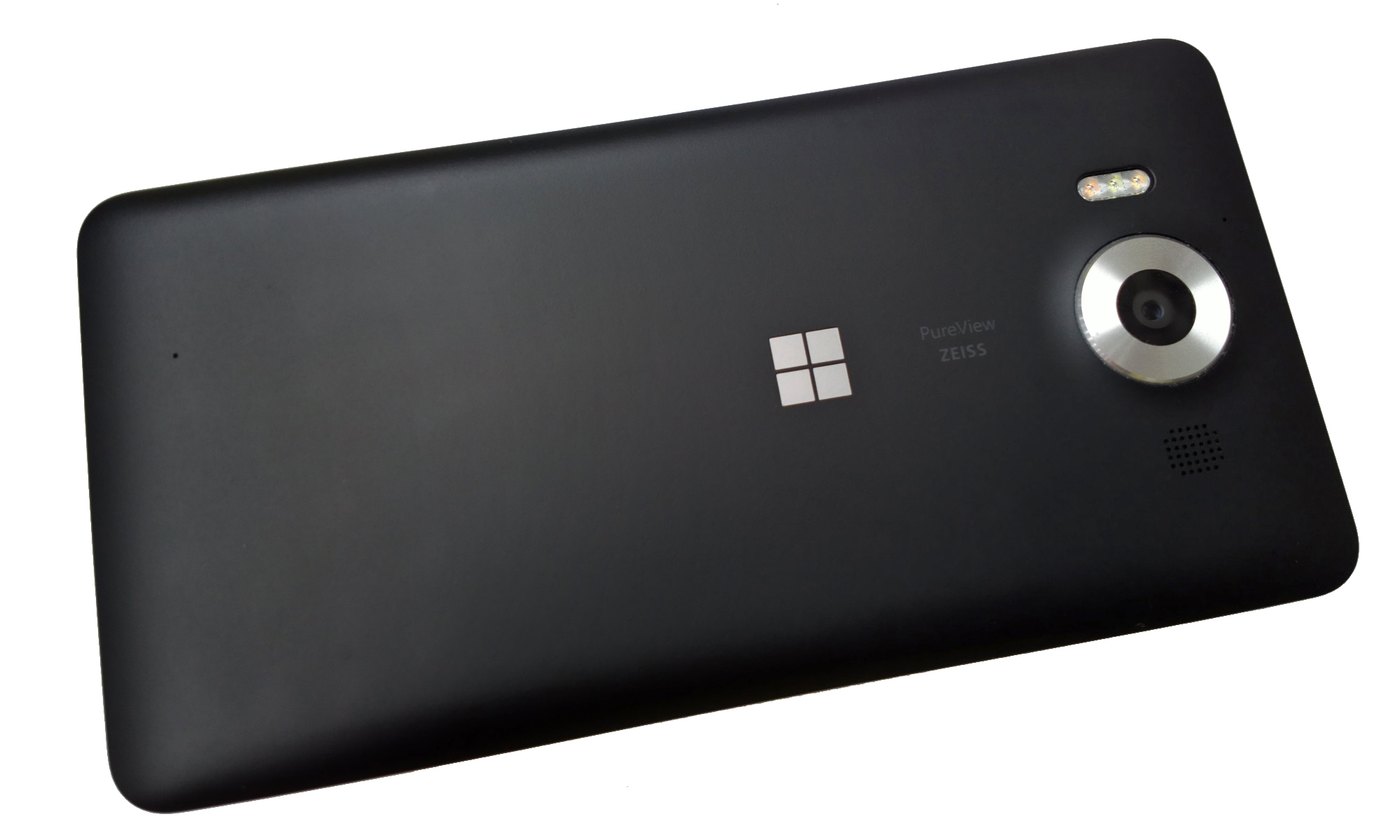
Microsoft Lumia 950

Přes původní proklamace dne 8. října 2017 Joe Belfiore oznámil, že firma Microsoft nebude nadále aktivně vyvíjet nové vlastnosti nebo hardware pro Windows telefony s odkazem na malý podíl na trhu a tím i následný nedostatek software třetích stran pro tuto platformu. Microsoft v roce 2016 z velké části opustil mobilní podnikání a propustil většinu mobilních vývojářů,
aby mohl zaměřit své úsilí na poskytování aplikací a služeb kompatibilních se systémem Android a iOS. Další vývoj Windows 10 Mobile byl omezen na údržbu a (bezpečnostní) opravy.
Podpora poslední verze Fall Creators Update (označení 1709) byla ukončena 14. ledna 2020.